# Perperek (rzeka)
Perperek (bułg. Перперек) – rzeka w południowej Bułgarii. 
Swój bieg zaczyna pod Czukatą w Rodopach Wschodnich, na wysokości 709 m n.p.m., 1 km od miejscowości Czerna niwa. Jest lewym ujściem Ardy, na wysokości 227 m n.p.m. Rzeka ma 44 km długości, średni przypływ 2,2 m³/s oraz powierzchnię dorzecza o wielkości 220 km², co stanowi 3,8% powierzchni dorzecza Ardy. 
Do Perpereku uchodzą: 
- lewe dopływy: Darydere, Kjuntdere, Souksudere, Ekenlikdere, Kodżadere, Gjukczedere, Buzłukdere, Kojun Karadere, Dardere.

- prawe dopływy: Czabuklidere, Geriszdere, Inkandere, Kuzeunkaja dere, Kjuczjukdere, Gerendere.

Rzeka przepływa przez 14 miejscowości: kolejno Daskałowo, Jabyłczeni, Czernooczene, Byrza reka, Tri mogili, Stremowo, Lulakowo, Gorna krepost, Dołna krepost, Murgowo, Cziflik, Mydrec, Perperek, Swatbare.